# خوان ألبرتو سيكافينو
خوان ألبرتو سيكافينو (بالإسبانية: Juan Alberto Schiaffino) (28 يوليو 1925-13 نوفمبر 2002 م)، لاعب كرة قدم أوروغوياني، وأحد الذين فازوا مع منتخب الأوروغواي لكرة القدم بكأس العالم 1950.

## مسيرتة الكروية
بدأ مسيرته في كرة القدم مع نادي بينارول في عام 1943، وأختير أفضل مهاجم في الدوري الأوروغوياني بعدها بعامين، واستطاع أن يحرز مع بينارول لقب الدوري أربعة مرات في أعوام 1949 و1951 و1953 و1954.
انتقل عام 1954 إلى نادي إيه سي ميلان الإيطالي، واستطاع أن يتألق معه، فقد شارك في 149 مباراة، وسجل 47 هدفا، وفاز معه بلقب الدوري الإيطالي ثلاث مرات في أعوام 1955 و1957 و1959، كما فاز مع النادي الميلاني بكأس إيطاليا في عام 1956. انتقل بعدها إلى نادي روما الإيطالي حيث لعب له من عام 1960 إلى 1962 حيث اعتزل كرة القدم.